# Xenohelea spinosipes
Xenohelea spinosipes är en tvåvingeart som först beskrevs av Maurice Emile Marie Goetghebuer 1948.  Xenohelea spinosipes ingår i släktet Xenohelea och familjen svidknott.
Artens utbredningsområde är Kongo. Inga underarter finns listade i Catalogue of Life.